# 摩天嶺の戦い
摩天嶺の戦い（まてんれい-）は、日露戦争中の戦闘の一つ。摩天嶺に布陣していた日本陸軍第1軍の第2師団に対してロシア陸軍東部兵団が攻撃をしかけることで起きた。
ロシア軍は日本軍の約2.5倍という大兵力で摩天嶺西方から砲撃を仕掛けたものの、第2師団は既に陣地を構築していたため、頑強に抵抗した。日本陸軍から側面攻撃を受けたこともあって東部兵団は撤退するが、その際に司令官のフェードア・ケルレルは砲撃に倒れた。
摩天嶺の確保に成功した日本陸軍は遼陽への足がかりを保持した。